# Enjoy the Silence
Singles de Depeche Mode
Personal Jesus
(1989) Policy of Truth
(1990)
Pistes de Violator
Waiting for the Night Policy of Truth
Singles de Depeche Mode
Goodnight Lovers
(2002) Precious
(2005)
Pistes de Remixes 81>04 (CD3)
Halo (Goldfrapp Remix)
Enjoy the Silence est une chanson du groupe Depeche Mode composée par Martin L. Gore et chantée par Dave Gahan qui figure sur l'album Violator. Précédant d'un mois la sortie de cet album, elle est éditée en single par Mute Records le 5 février 1990, avec Memphisto en face B.

## Naissance d'un hit
Initialement composée comme une ballade (la démo minimaliste de Martin L. Gore était composée sur un harmonium), Flood et Alan Wilder y ont tout de suite décelé un fort potentiel, surtout si le rythme pouvait être accéléré : il est alors demandé à Gore de composer une ritournelle mélodique supplémentaire à la guitare (qui sera déclinée à différentes octaves et jouée également aux claviers) mais il manifeste sa réticence à une accélération du tempo.
Cependant, Gore se rend à l'évidence à l'écoute d'une maquette au rythme plus rapide : le groupe tient là un hit majeur. La chanson trouve ensuite assez vite sa structure : des chœurs synthétiques ponctuent une base rythmique dance sur laquelle vient se poser une mélodie aussi épurée qu'imparable. Le résultat forme une ballade assez sombre, dont la juxtaposition finale de chœurs célestes apporte une puissante mélancolie.
Le titre est ensuite mixé par Daniel Miller et Flood (et non par François Kevorkian qui mixa le reste de l'album).
Le titre est présenté le 2 décembre 1989 en avant-première en direct sur le plateau de l'émission Peter's Pop Show de Peter Illmann sur la chaine allemande ZDF où il est largement acclamé par le public . La version présentée ce soir-là diffère de celle sortie en février 1990 puisque l'introduction est différente. Cette introduction ne sera reprise que dans le clip vidéo sorti en janvier 1990. On peut retrouver la trace de cette diffusion sur le site officiel allemand du groupe Depeche Mode . 
Enjoy the Silence s'est classé à la 6e place des charts britanniques et no 8 aux États-Unis dans le Billboard Hot 100 (le premier et seul Top 10 du groupe dans ce classement, jusqu'à présent). En France, il est 9e au Top 50 et no 1 au Danemark, et atteint le Top 5 dans de nombreux pays à travers le monde, devenant l'un des plus grands succès de l'année 1990 et de l'histoire du groupe.
Il est élu « meilleur single britannique de l'année » aux Brit Awards de 1991.
À noter d'ailleurs que ce titre signe pour Depeche Mode son retour dans le Top 10 anglais où aucun de ses singles ne s'était classé depuis Master and Servant, en 1984.
Enjoy the Silence est ressortie en single en 2004, remixée par Mike Shinoda du groupe Linkin Park. Cette version se classe no 7 en Grande-Bretagne.

## Clip
Désormais habitué à collaborer avec le groupe, Anton Corbijn propose un projet de clip qui déconcerte aussi bien la maison de disques que le groupe. Son projet tient en une ligne : un roi parcourant de vastes étendues désertiques avec une chaise longue sous le bras. Celui-ci fait référence au Petit Prince d'Antoine de Saint-Exupéry[réf. nécessaire]. Il est aussi possible de penser à l'image du roi Saint Louis rendant la justice sous un chêne lorsque l'on voit Dave Gahan passer sous un tel arbre dans le clip[réf. nécessaire].
La confiance que le groupe accorde au réalisateur prime sur les doutes quant au projet proposé et Corbijn se voit donc confier la réalisation du clip. Dave Gahan, habillé en Roi, est filmé dans divers sites de l'Europe (Écosse, Portugal, Alpes suisses...), une chaise longue sous le bras qu'il déplie de temps à autre pour s'asseoir et contempler, absolument seul, l'immensité du paysage qui s'offre à lui. Des plans en studio montrent les membres du groupe, filmés en noir et blanc sur fond noir, entrecoupés d'images presque subliminales d'une rose (allusion directe au visuel de la pochette d'album, elle aussi conçue par Corbijn).
Dans le clip alternatif de Coldplay, Viva la Vida, nous pouvons apercevoir le chanteur du groupe, Chris Martin, habillé de la même manière que David Gahan dans Enjoy the Silence : il est également habillé en roi, mais traverse le monde avec au lieu d'une chaise sous le bras le tableau d'Eugène Delacroix La Liberté guidant le peuple. Il s'agit d'une référence et d'un hommage direct à Depeche Mode, comme l'ont confié les membres du groupe Coldplay sur leur site internet : « Ceci est une tentative d'hommage vidéo issue de notre amour pour Depeche Mode et pour le génie d'Anton Corbijn ». Le clip est réalisé par le photographe néerlandais lui-même.

## Liste des chansons
- Toutes les chansons sont écrites par Martin L. Gore.

| Royaume-Uni Vinyle 7" Mute BONG 18 Enjoy the Silence Memphisto Vinyle 12" Mute 12 BONG 18 Enjoy the Silence (7 inch Version) Enjoy the Silence (Hands and Feet Mix) Enjoy the Silence (Ecstatic Dub) Sibeling Mute L12 BONG 18 Enjoy the Silence (Bass Line) Enjoy the Silence (Harmonium) Enjoy the Silence (Ricki Tik Tik Mix) Memphisto Mute XL12 BONG 18 Enjoy the Silence (The Quad: Final Mix) Mute P12Bong18 Enjoy the Silence (Bass Line) Enjoy the Silence (Hands and Feet Mix 3" Edit) Enjoy the Silence – 4:15 Promotionnel. CD Mute CD BONG 18 Enjoy the Silence (7" Version) Enjoy the Silence (Hands And Feet Mix) Enjoy the Silence (Ecstatic Dub) Sibeling Mute LCD BONG 18 Enjoy the Silence (Bass Line) Enjoy the Silence (Harmonium) Enjoy the Silence (Ricki Tik Tik Mix) Memphisto Mute CDBong18 Enjoy the Silence Enjoy the Silence (Hands and Feet Mix 3" Edit) Enjoy the Silence (Ecstatic Dub Edit) Sibeling – 3:15 Mute XLCD BONG 18 Enjoy the Silence (The Quad: Final Mix) Mute CDBong18R Enjoy the Silence – 4:15 Memphisto – 4:02 Promotionnel. | - Sorti à l'occasion de la compilation The Singles Boxes 1-6. Mute CD BONG 18X 1. Enjoy the Silence (7" Version) 2. Memphisto 3. Enjoy the Silence (Hands and Feet Mix - 3" CD Edit Version) 4. Enjoy the Silence (Ecstatic Dub) 5. Sibeling 6. Enjoy the Silence (Bass Line) 7. Enjoy the Silence (Harmonium) 8. Enjoy the Silence (Ricki Tik Tik Mix - Special Promo Long Version) 9. Enjoy the Silence (The Quad: Final Mix) |

## Classements et certifications
| Pays                                       | Meilleure position |
| ------------------------------------------ | ------------------ |
| Allemagne                                  | 2                  |
| Autriche                                   | 13                 |
| Danemark                                   | 1                  |
| Espagne                                    | 5                  |
| États-Unis (U.S. Billboard Hot 100)        | 8                  |
| États-Unis (Billboard Hot Dance Club Play) | 6                  |
| États-Unis (Billboard Modern Rock Tracks)  | 1                  |
| Finlande                                   | 2                  |
| France                                     | 9                  |
| Hongrie                                    | 2                  |
| Irlande                                    | 3                  |
| Italie                                     | 5                  |
| Pays-Bas                                   | 5                  |
| Royaume-Uni                                | 6                  |
| Suède                                      | 5                  |
| Suisse                                     | 2                  |

| Pays                                | Position |
| ----------------------------------- | -------- |
| États-Unis (U.S. Billboard Hot 100) | 66       |

| Pays       | Certification | Ventes  |
| ---------- | ------------- | ------- |
| Allemagne  | Or            | 250 000 |
| États-Unis | Or            | 500 000 |

## Reprises
Enjoy the Silence a été reprise par différents artistes, parmi lesquels :
- Failure sur l'album hommage à Depeche Mode For The Masses (1998)
- Matthew Good Band en face B du single Lo-Fi (1998)
- No Use For A Name, Warped Tour (2001)
- Tori Amos, Strange Little Girls (2001)
- Sylvain Chauveau, Down to the Bone - An Acoustic Tribute to Depeche Mode (2005)
- Lacuna Coil, Karmacode (2006): Le single est entré dans les classements des ventes en Italie (27e) et au Royaume-Uni (41e)[23],[24].
- Kim Wilde, face B de Baby Obey Me (2007)
- Keane (2007)
- Anberlin (2007)
- Moriarty (2007)
- Sue Ellen, album Sunday Hangover (2009)
- Nada Surf (2010)
- It Dies Today
- The Brains (en) (2010)
- Susan Boyle (2011)
- Breaking Benjamin[25] (2011)
- KI Theory, utilisée pour le trailer de Ghost In The Shell de Rupert Sanders (2016)
- Carla Bruni-Sarkozy (2017)

## Dans la culture populaire
La chanson apparaît dans la série Narcos: Mexico (saison 3, épisode 3) (2021).